# AbukumaExpress
AbukumaExpress, Ltd. (阿武隈急行株式会社, Abukuma Kyūkō Kabushiki-gaisha) est une compagnie de transport de passagers qui exploite une ligne ferroviaire dans les préfectures de Fukushima et Miyagi au Japon. Son siège social se trouve dans la ville de Date.

## Histoire
La compagnie a été fondée le 5 avril 1984. Le 1er juillet 1986, elle commence à exploiter la ligne Abukuma Express, auparavant ligne Marumori de la Japanese National Railways.

## Ligne
La compagnie possède une seule ligne.
| Ligne                 | Nom japonais | Terminus              | Longueur (km) | Gares |
| --------------------- | ------------ | --------------------- | ------------- | ----- |
| Ligne Abukuma Express | 阿武隈急行線 | Fukushima - Tsukinoki | 54,9          | 23    |

## Matériel roulant

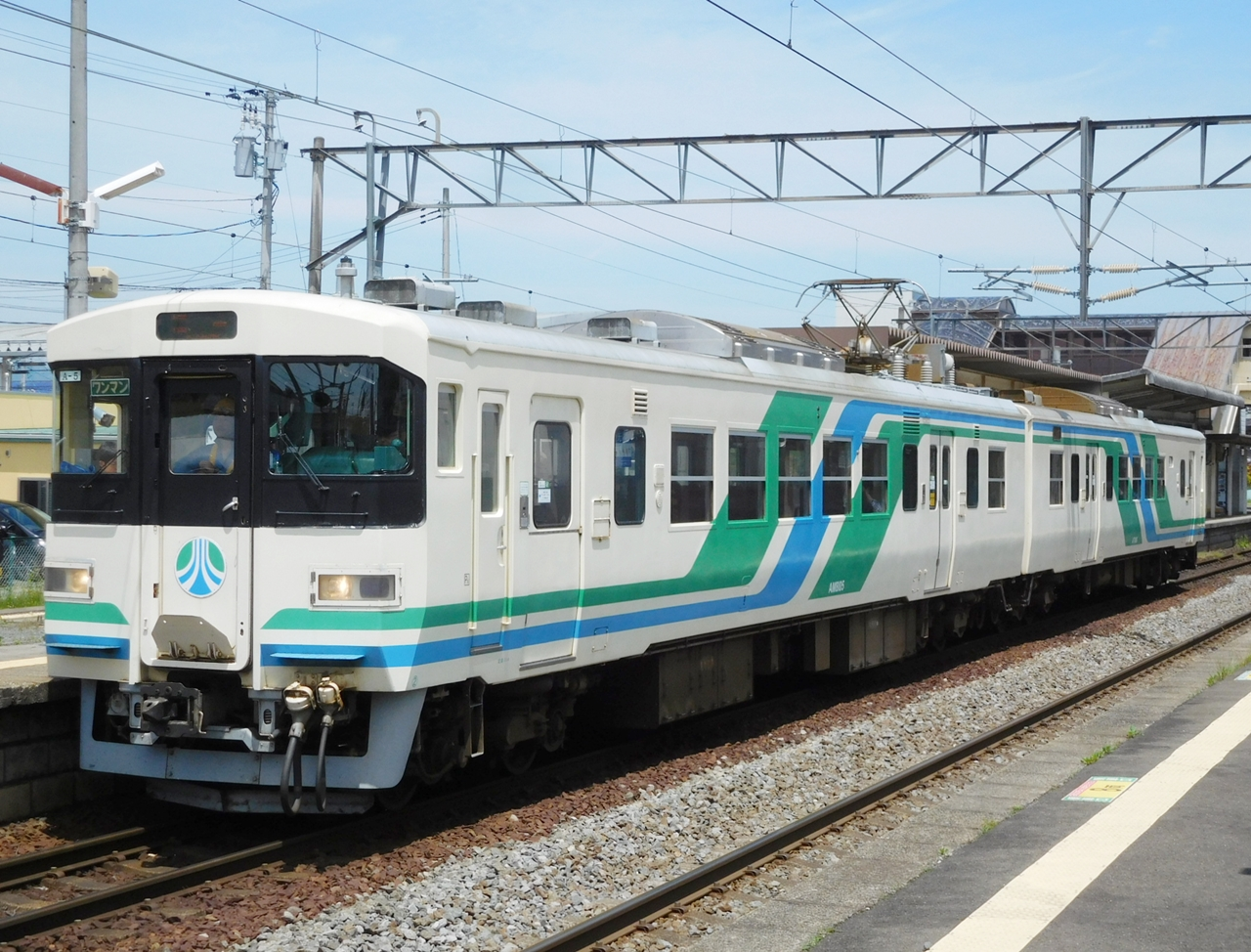
Série 8100
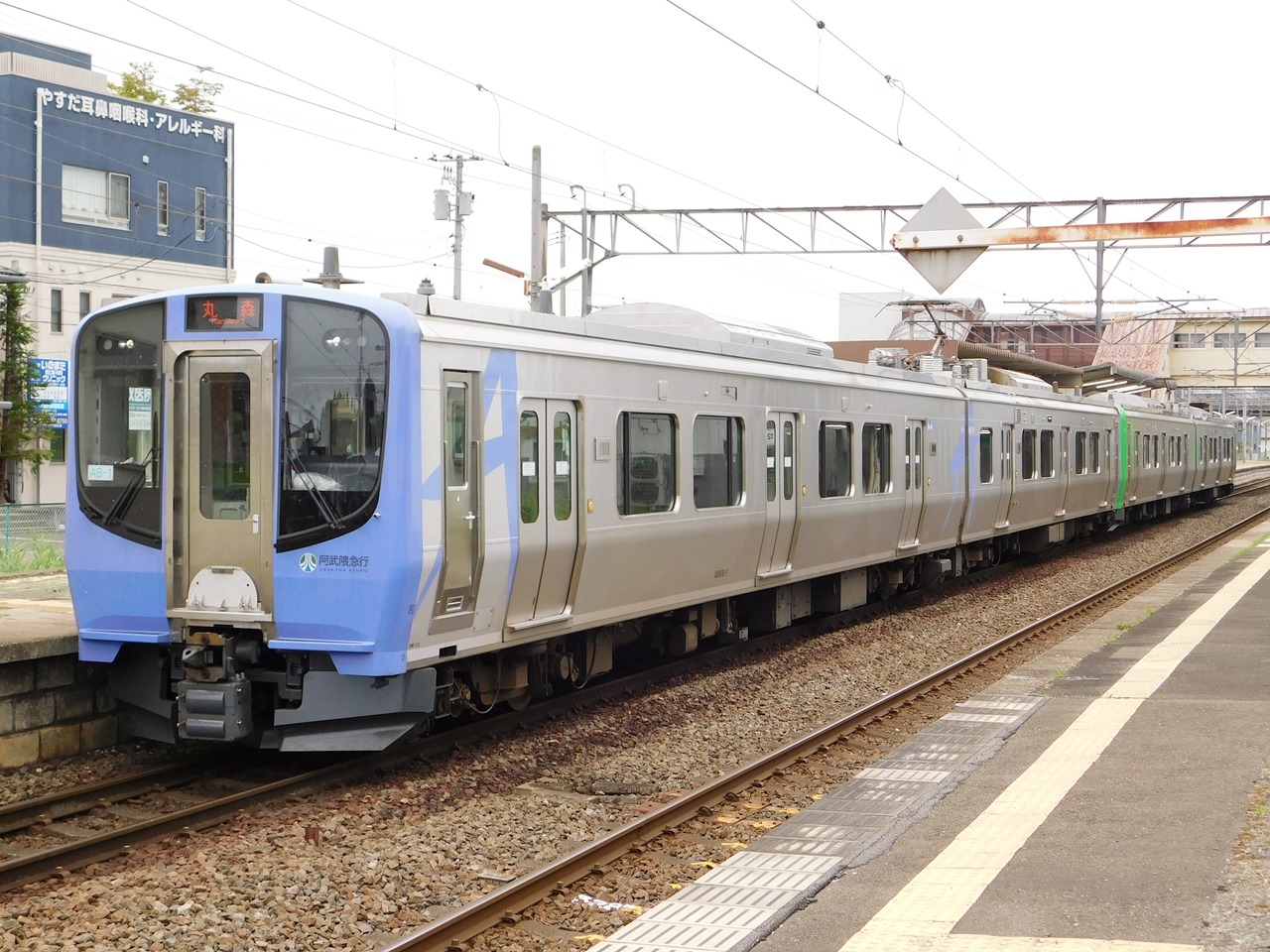
Série AB900